# بابلو كورال
بابلو كورال (بالإسبانية: Pablo Corral)‏ (16 يناير 1992 بسانتياغو في تشيلي - ) هو مدرب كرة قدم ولاعب كرة قدم تشيلي في مركز الوسط. لعب مع نادي أونيفرسيداد كاتوليكا وبويرتو مونت ‏ وسان ماركوس دي أريكا ‏ وديبورتيس نافال ولاسيرينا وديبورتيس إيكيكي.

## وصلات خارجية
- بابلو كورال على موقع إي إس بي إن إف سي (الإنجليزية)
- بابلو كورال على موقع قاعدة بيانات كرة القدم.إي يو (الإنجليزية)
- بابلو كورال على موقع Soccerway.com (الإنجليزية)
- بابلو كورال على موقع AS.com (الإسبانية)